# کنجی کیمیهارا
کنجی کیمیهارا (انگلیسی: Kenji Kimihara؛ زادهٔ ۲۰ مارس ۱۹۴۱) ورزشکار دو و میدانی اهل ژاپن است.